# Temps dur
Temps dur est une série télévisée québécoise en un épisode de 70 minutes et 9 épisodes de 45 minutes, créée par Jean-Marc Dalpé d'après une idée originale de France Paradis et Michel Charbonneau et diffusée entre le 13 septembre 2004 et le 15 novembre 2004 à la Télévision de Radio-Canada.

## Synopsis
Série dramatique qui explore le drame profondément humain vécu par le détenu et criminel de carrière Alain Bergeron. Temps Dur, c'est aussi une enquête menée pour résoudre un crime commis contre un membre du personnel du pénitencier.

## Distribution
- Robin Aubert : Alain Bergeron
- Patrice Robitaille : Denis Tremblay
- David Boutin : Franco Castigliani
- Marie Tifo : Monique Gariépy
- Danny Blanco Hall : Jean-Baptiste Després
- Nicolas Canuel : Mario Saint-Amant
- Raymond Bouchard : Stan Boulet
- Gilles Renaud : Michel Paquin
- Germain Houde : Paul Beaupré
- Stéphane Demers : Jean-Paul Dallaire
- Marie-Thérèse Fortin : Laure Pelletier
- Alexis Martin : Jackie Hétu
- Julie McClemens : Martine Bordeleau
- Sylvain Beauchamp : Marcel Paiement
- Claude Lemieux : Fernard Gravel

## Fiche technique
- Scénariste : Jean-Marc Dalpé
- Idée originale : France Paradis et Michel Charbonneau
- Réalisateur : Louis Choquette
- Producteurs : Josée Vallée et André Béraud
- Producteurs exécutifs : Richard Speer et Jacques Blain
- Production : Cirrus Communications Inc.

## Distinctions
2005
- Prix Gémeaux, 10 nominations, 2005.
- Festival de télévision de Monte-Carlo, Nomination, catégorie série dramatique, 2005.

## DVD
Le coffret de la série est sorti en DVD le 17 octobre 2006 par Christal Films.